# Cantata 700
Cantata 700 war ein Hintergrundmusiksystem in eigenem Format von Tonbandkassetten und speziellen Wiedergabegeräten von 3M, das 1965 auf den Markt kam und bis in die 1990er gewerbliche Kunden fand. Es war ausschließlich für Hintergrundmusik konzipiert.

## Kassette
In den mit Musik des firmeneigenen 3M Orchestra vorbespielten Kassetten waren übereinander zwei gegeneinander laufende Bandwickelrollen mit gut 21 cm Durchmesser angeordnet. Die Bandwickel hatten jeweils eine Bandführung, eine Umlenkrolle für das Magnetband sowie eine Bremse, die die Rollen vom Abwickeln durch Vibration sicherte und beim Einlegen von einem Dorn am Gerät gelöst wurde. Die fast quadratischen Medien zählten nach den Abmessungen zu den größten Tonbandkassetten, die je gebaut wurden. Bespielt waren zwei Spuren des Bandes. Die Kassette hatte auf der Unterseite Öffnungen für Stifte und Dorne zur Traktion der Wickelrollen und zum Lösen der Bremse. Am Bandende wurde die Umschaltung der Bandrichtung ausgelöst. An der vorderen Schmalseite zwischen Umlenkrolle und Bandführung war die Kassette offen. Auf einer Kassette waren über 24 Stunden Spielzeit möglich.

## Geräte
Die Geräte waren ausschließlich Abspielgeräte. Die ersten Modelle 94BG und 94BZ waren nur wenig breiter als die Kassette. Ein Gerät wurde 1965 zusammen mit zwei vom Kunden ausgewählten Kassetten für 429 USD angeboten, was heute 3.684 USD entsprechen würde. Diese Geräte hatten einen Lautsprecheranschluss mit 6 W an 8 Ω sowie einen Mikrofonanschluss für Durchsagen. Die Kassette wurde oben manuell auf die Dorne eingelegt. Die Klappe deckte nur das Kassettenfach ab. Auf der Welle des Motors wurde nach unten ein Lüfter aufgesteckt, nach oben erfolgte über ein Gummirad kraftschlüssig der Antrieb der Kassette. Riemen kamen nicht zum Einsatz. Der Capstan erfasste das Band vor und nach der Umlenkrolle. Am Bandende löste die Kassette den Umschaltmechanismus aus. Dieser wechselte den Antrieb zur anderen Wickelrolle. Auf gleicher Höhe der liegenden Kassette wurde am Capstan die andere Andruckrolle angelegt und der Wiedergabekopf auf deren Höhe bewegt. Er wurde nicht gedreht, da das viertelzollbreite Magnetband von der Umlenkrolle in der Kassette gedreht wurde. Die Bandgeschwindigkeit war mit 1⅞ Zoll = 4,7625 cm pro Sekunde identisch mit der Compact Cassette. Gleichlauf und Tonqualität waren nichts besonderes, was bei Hintergrundmusik akzeptabel war.
1970 brachte 3M ein weiteres Abspielgerät heraus, das das Laufwerk und die Kassette in einer Schublade hatte. Es wurde ausschließlich vermietet. Warnhinweise wie diese, die Kassette nicht während des Betriebs herauszunehmen, wurden weniger.

## Titel (Auswahl)
- Variety Library V 168
- Rhythmin Library 165
- Melodie Library 165
- Rhythmin Library Series II 266